# Pange lingua

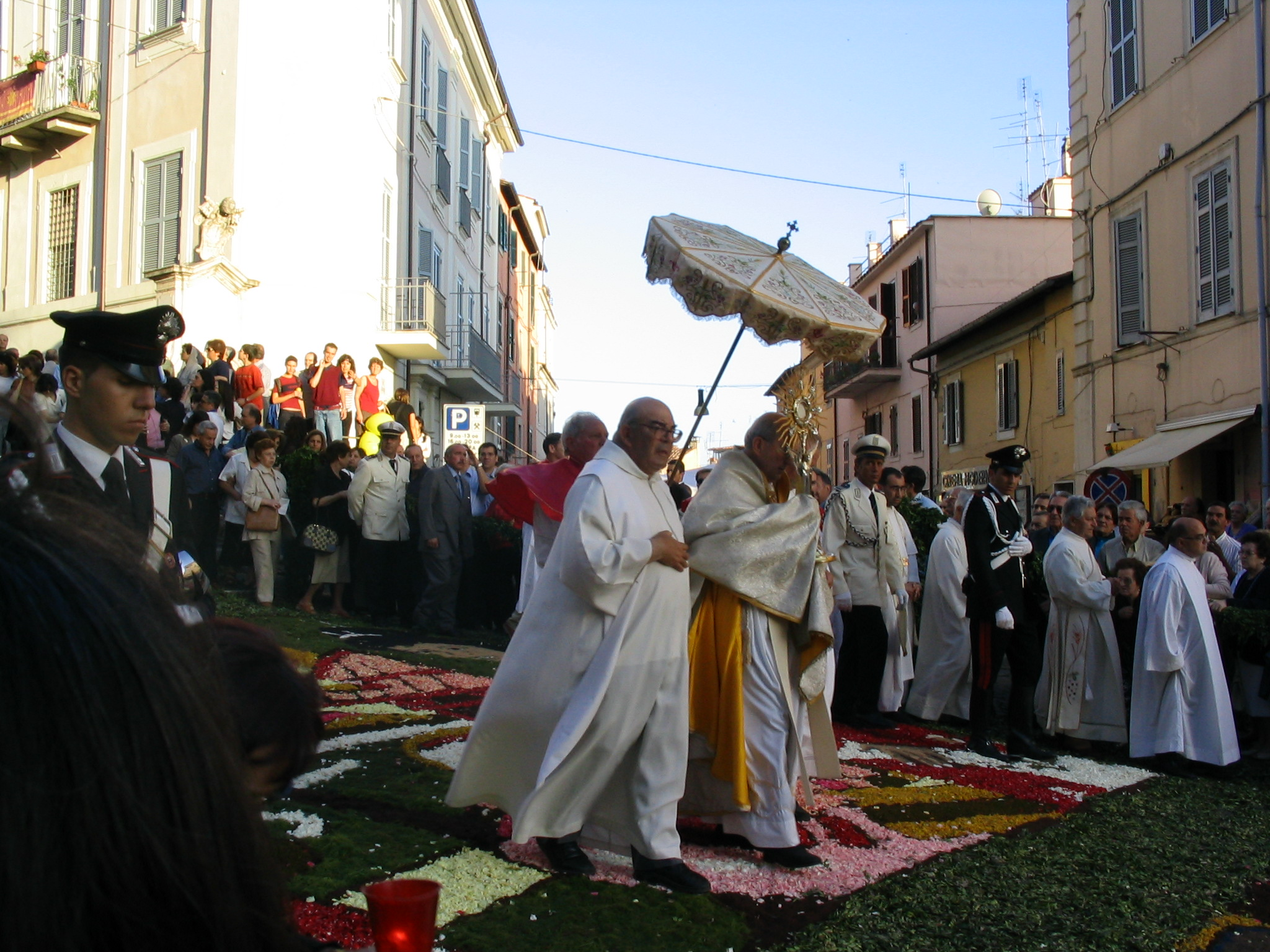
Processione del Corpus Domini (Genzano di Roma)

Il Pange lingua è l'inno eucaristico per eccellenza della Chiesa cattolica. L’inno è stato composto da san Tommaso d’Aquino sotto incarico del papa Urbano IV, dopo aver istituito la solennità del Corpus Domini ad Orvieto nel 1264 in occasione del miracolo di Bolsena dell'anno precedente. 

## Caratteristiche dell'inno
Il primo verso del Pange lingua richiama l’incipit dell'inno omonimo di Venanzio Fortunato (Carm. II, 2), composto circa sette secoli prima, che ripercorre l'Ultima Cena. L'inno di Venanzio, con le sue dieci strofe tristiche di tetrametri trocaici catalettici, è strutturalmente tripartito: la sezione iniziale e quella finale sono interamente dedicate alla Croce, mentre il corpo centrale è finalizzato alla celebrazione salvifica del legno della croce, resa possibile dalla Passione e dall'Incarnazione di Cristo. L'inno del domenicano ne riprende ed innalza il contenuto: infatti il suo intento è celebrare il mistero del Corpo e del Sangue di Cristo. L'inno ebbe la fortuna di entrare in diversi usi liturgici: come preghiera di adorazione eucaristica e come canto intonato al termine della Messa in Cena Domini il Giovedì santo e il giorno del Corpus Domini. Furono soprattutto le ultime due strofe, Tantum ergo, ad essere accolte nella religiosità popolare e ad essere cantate in occasione della benedizione eucaristica. Il testo di Tommaso d'Aquino è invece costituito da sei strofe di sei versi ciascuna in rima alternata (ABABAB).
Si propone di seguito una parte del commento di papa Giovanni Paolo II, il quale nella sua omelia del 12 aprile 2001 (Giovedì Santo, Santa Messa In Coena Domini), ripercorrendo l'inno e soffermandosi in particolare sul senso dell'eucaristia, ha offerto una spiegazione dettagliata del suo contenuto:
"In supremae nocte Cenae / recumbens cum fratribus... - La notte dell'ultima Cena, / sedendo a mensa coi suoi..., / con le proprie mani / dà se stesso in cibo ai Dodici". Con queste parole il suggestivo inno del "Pange lingua" presenta l'Ultima Cena, nella quale Gesù ci ha lasciato il mirabile Sacramento del suo Corpo e del suo Sangue. […] È stato l'apostolo Paolo, nella prima Lettera ai Corinzi, a ricordarci quanto Gesù ha fatto "nella notte in cui veniva tradito" […] (1 Cor 11, 26). Il messaggio dell'Apostolo è chiaro: la comunità che celebra la Cena del Signore attualizza la Pasqua. L'Eucaristia non è la semplice memoria di un rito passato, ma la viva ripresentazione del gesto supremo del Salvatore. L'inno di san Tommaso commenta: "Et antiquum documentum / novo cedat ritui - ceda ormai la vecchia Legge / al Sacrificio nuovo". Giustamente, perciò, i testi biblici della Liturgia di questa sera orientano il nostro sguardo verso il nuovo Agnello, che con il sangue liberamente versato sulla Croce ha stabilito una nuova e definitiva Alleanza. Ecco l'Eucaristia, sacramentale presenza della carne immolata e del sangue versato del nuovo Agnello. In essa vengono offerti a tutta l'umanità la salvezza e l'amore. […] L'Eucaristia costituisce il segno perenne dell'amore di Dio, amore che sostiene il nostro cammino verso la piena comunione con il Padre, attraverso il Figlio, nello Spirito. È un amore che supera il cuore dell'uomo.”

## Testo latino e traduzione italiana
Il testo è organizzato in sei strofe da sei versi, organizzate in tre distici. Il primo verso di ogni distico è un dimetro trocaico acateletto la cui cesura cade dopo i primi due piedi; il secondo verso è un dimetro trocaico catalettico (manca dell'ultima sillaba non accentata) e non presenta forti cesure. La rima è alternata (ABABAB).
| Testo latinoPange, lingua, gloriosi Corporis mysterium, Sanguinisque pretiosi, Quem in mundi pretium Fructus ventris generosi Rex effudit gentium. Nobis datus, nobis natus Ex intacta Virgine, Et in mundo conversatus, Sparso verbi semine, Sui moras incolatus Miro clausit ordine. In supremae nocte cenae recumbens cum fratribus, observata lege plene cibis in legalibus Cibum turbae duodenae se dat suis manibus. Verbum caro, panem verum verbo carnem efficit: fitque sanguis Christi merum, et si sensus deficit, ad firmandum cor sincerum sola fides sufficit. Tantum ergo sacramentum veneremur cernui, et antiquum documentum novo cedat ritui; praestet fides supplementum sensuum defectui. Genitori Genitoque laus et iubilatio, salus, honor, virtus quoque sit et benedictio; Procedenti ab utroque compar sit laudatio. Amen. | Traduzione italianaCanta, o lingua, il mistero del Corpo glorioso e del Sangue prezioso che il Re delle nazioni, frutto di un grembo generoso, sparse per il riscatto del mondo. A noi dato, per noi nato da una pura Vergine, visse nel mondo, sparse il seme della sua parola e chiuse in modo mirabile il tempo della sua dimora terrena. Nella notte dell'Ultima Cena, sedendo a mensa con i suoi fratelli, dopo aver osservato pienamente la legge riguardo ai cibi prescritti, si diede in cibo al gruppo dei dodici con le proprie mani. Il Verbo fatto carne cambia con la sua parola il pane vero nella Sua carne e il vino nel Suo sangue, e se i sensi vengono meno, la fede basta per rassicurare un cuore sincero. Adoriamo, dunque, prostrati un sì gran sacramento; l'antica legge ceda al nuovo rito, e la fede supplisca al difetto dei nostri sensi. Gloria e lode, salute, onore, potenza e benedizione al Padre e al Figlio: pari lode abbia Colui che procede da entrambi. Amen. | Traduzione in forma semipoeticaL'alto mister si celebri Del divin Corpo e Sangue Che per salvar noi miseri Dal rio velen dell'angue, Giusta il divino imperio, Da un sen fecondo uscì. Da intemerata Vergine Nato fra noi, diffuse Il seme fecondissimo Di sua parola, e chiuse Con ammirabil ordine Della sua vita i dì. Assiso cogli Apostoli, L'ultima notte a mensa, In cibo Sé medesimo, Di propria man dispensa Poiché l'Agnel simbolico, Co'fidi suoi mangiò. In Carne il pan trasmutasi Ad una Sua parola, In Sangue il vin: per credere Basta però la sola Fede, ché a tanto il debole Senso arrivar non può. Dunque per noi si adori Un tanto Sacramento: Al nuovo i riti cedano Del Vecchio Testamento E d'ogni senso al vacuo Supplisca in noi la Fè. Al Genitore, al Figlio, E al procedente Amore, Eguale sia la gloria, Eguale sia l'onore, Gloria ed onor cui simile Non ebbe alcun tra i Re. Amen. |

## Indulgenza nella Chiesa Cattolica
Alla recita integrale del Pange Lingua, o del Tantum Ergo, seguono i tradizionali versetti, collegati all'indulgenza in perpetuo:
R. Omnem delectamèntum in se habèntem.

Orazione

Deus, qui nobis sub Sacramèntu miràbili Passiònis tuae memòriam reliquìsti, trìbue quaesumus, ita nos Còrporis et Sànguinis tui sacra mistèria veneràri, ut redemptiònis tuae fructus in nobis iùgiter sentiàmus. Qui vivis et regnas cum Deo Patre, in unitàte Spìritus Sancti Deus per òmnia saecula saeculòrum. Amen.»
(G.Riva, Manuale di Filotea, ed.ne del 1860)
Chi[unque] praticherà questa devozione almeno 10 volte al mese, ha l'indulgenza plenaria una volta all'anno in un giorno a sua scelta, oltre la Plenaria Indulgenza nel Giovedì santo, nel Corpus Domini, o in un giorno dell'Ottava. Queste indulgenze sono applicabili [alle anime dei] defunti.»
(G.Riva, Manuale di Filotea, ed.ne del 1860)
Presentemente, con la riforma delle indulgenze promossa da Paolo VI con la costituzione Indulgentiarum doctrina, è concessa l'indulgenza plenaria per chi reciterà alla reposizione del Sacramento nel Giovedì santo il Tantum Ergo, e quindi anche il Pange Lingua, contenendolo per intero; è ancora concessa indulgenza parziale a chi reciterà davanti al Sacramento qualche preghiera approvata, tra le quali senz'altro rientra la presente.